# Youli Galperine
Pour les articles homonymes, voir Galpérine.
Youli Galperine, né à Kiev en RSS d'Ukraine le 25 juillet 1945 et mort le 14 juin 2019 à Argenteuil (Val-d'Oise), est un compositeur et pianiste russe installé en France. Il est le père d'Evgueni Galperine et Sacha Galperine, 

## Biographie
Il se voue à la musique dès son plus jeune âge. Trois établissements contribuent à sa formation : le Conservatoire national Glière de Kiev, l’Institut musical d’État à Oufa et l’académie musicale pédagogique Gnessine de Moscou.
Le jeune compositeur remporte ses premiers succès pendant ses années d’études avec son Concerto no 1 pour piano, un oratorio : Je parcours la Terre et plusieurs pièces instrumentales et vocales. Une fois ses études finies il choisit de s’installer à Tcheliabinsk (Oural) à l’invitation du Conservatoire national de la ville (1974). Il y enseigne et compose, travaille avec la Radio, la Télévision, l’orchestre symphonique de l’Opéra, le Chœur de Chambre et autres formations philharmoniques ainsi qu’avec le chœur de Magnitogorsk. Ces fructueuses collaborations donnent naissance à une série d’œuvres importantes. On peut citer deux symphonies, le concerto pour piano et orchestre no 2, un quatuor à cordes, le trio avec piano no 1 et plusieurs cycles de musique de chœur. Durant cette période le compositeur aborde également avec bonheur la musique de scène - il écrit la musique d’une trentaine de pièces de théâtre de genres variés : dramatique, marionnettes, théâtre pour le jeune public.
En 1983, Youli Galpérine devient membre de l’Union des compositeurs d’URSS. Il s’installe à Moscou l’année suivante et y compose sa troisième symphonie, un tableau pour chœur et percussions Didel l’oiseleur (sur le texte de Edouard Bagritski) ainsi que plusieurs cycles de romances sur les vers de grands poètes russes.
Il n’abandonne pas pour autant son activité de pédagogue, enseigne au Conservatoire national Gnessine et prend la direction musicale du théâtre d’État de l’Ermitage en 1989. 
Depuis 1991, Youli Galpérine travaille à Paris. Il enseigne le piano et la composition au Conservatoire municipal d’Ivry-sur-Seine et au Conservatoire Claude-Debussy à Paris.
Il collabore à la création d’une ligne de musiques de chambre avec Paul Méfano, Jean Golgevit, Alexandre Brussilovsky, Mikhaïl Markov, Wassyl Slipak, compose pour le Quatuor Anton, l’Ensemble Ad Novem, écrit des musiques de scène pour le théâtre du Tiroir à Laval, du Kronope d’Avignon, la Compagnie Stro à Paris…
En 1996, c’est l’une de ses compositions qui sert de pièce imposée au concours des concertistes de l’École normale de musique de paris Alfred Cortot. En 1992, Youli Galpérine crée l’association « Tradition Musicale Russe ». En 1995, création de « l’Académie d’Art » à la salle Pleyel. Il préside l’association TMR et en orchestre les activités. Sous son impulsion, l’association, ouverte aux courants contemporains, favorise l’osmose de différentes cultures afin d’enrichir le patrimoine européen.
Youli Galperine a participé à des festivals de musiques contemporaines en Russie, Ukraine, France, Allemagne et aux Pays-Bas. Il est également membre de jury de concours internationaux de piano et de composition. Il est fondateur du Club des Compositeurs au Centre de Russie pour la Science et la Culture, membre de la SACEM et de la SACD.

## Compositions
Les œuvres de Youli Galpérine sont fréquemment jouées en Russie, Ukraine, France, Allemagne et aux Pays-Bas par des orchestres et des solistes de renom.
Les œuvres principales composées dans sa période française : l’opéra Quelle drôle de planète, le ballet Petit Poisson d’or, Suites Françaises pour orchestre à cordes, Ballade Espagnole pour violon, violoncelle et orchestre à cordes, Le Chevalier volant pour trompette, piano et orchestre à cordes, Chassés du paradis pour deux pianos et ensemble instrumental, Baletto 1991 pour ensemble instrumental, Trio avec piano no 2, concerto pour chœur mixte À tous hasard, musique pour Cyrano de Bergerac (festival d’Avignon), musiques des films Journal IV de Mathieu Gérault et Le Passé d'Asghar Farhadi (coécrites avec Evgueni Galperine).
Le Chevalier volant a été créé le 15 juin 2014 à Moscou, à la Petite Salle du conservatoire Tchaïkovsky par Sergueï Nakariakov (trompette), Maria Meïerovitch (piano) et l'orchestre de chambre Les Saisons (direction Vladislav Boulakhov).